# Franziska Alber
Franziska Alber (* 23. Oktober 1988 in Hamburg) ist eine deutsche Schauspielerin und Moderatorin.

## Biografie
Franziska Alber studierte bis 2009 Multimedia Production (Medienwissenschaft) an der Fachhochschule Kiel. Vom 29. September 2009 bis zum 4. Mai 2012 spielte sie eine der Hauptrollen in der Fernsehserie Das Haus Anubis. Als Delia Seefeld war Franziska Alber seit Anfang der ersten Staffel auf dem Kindersender Nickelodeon zu sehen. Franziska Alber erhielt die Rolle, ohne vorher Schauspielunterricht gehabt zu haben. 2011 moderierte sie den deutschsprachigen Teil der Nickelodeon Kids’ Choice Awards aus Los Angeles. Es war geplant, dass sie auch 2012 diesen moderiert, fiel dann jedoch durch eine Erkältung aus und wurde durch Florian Prokop ersetzt. 2012 verkörperte sie in dem Kinofilm der Serie Das Haus Anubis – Pfad der 7 Sünden ebenfalls die Hauptrolle der Delia Seefeld. Im gleichen Jahr war sie zudem Moderatorin der Versteckte Kamera-Sendung Cheeese, ebenfalls auf Nickelodeon.
Sie lebte zeitweise in Antwerpen, aktuell (Stand: Juni 2018) in Frankfurt am Main.

## Filmografie
- 2009–2012: Das Haus Anubis[5] (Fernsehserie)
- 2012: Das Haus Anubis – Pfad der 7 Sünden

## Moderation
- 2011: Nickelodeon Kids’ Choice Awards zusammen mit Roman Aebischer
- 2012: Cheeese – Reingefallen!